# Limnophyes laccobius
Limnophyes laccobius är en tvåvingeart som först beskrevs av Jean-Jacques Kieffer 1916.  Limnophyes laccobius ingår i släktet Limnophyes och familjen fjädermyggor.
Artens utbredningsområde är Sverige. Inga underarter finns listade i Catalogue of Life.